# Fábrica Argentina de Aviones
Fábrica Argentina de Aviones (FAdeA), fullt namn "Fábrica Argentina de Aviones "Brigadier San Martín" S.A.", tidigare känt som Instituto Aerotécnico (IA) från 1927 till 1940, Fábrica Militar de Aviones (FMA) från 1940 till 1995 och Lockheed Martin Aircraft Argentina (LMAASA) från 1996 till 2010, är Argentinas största flygplanstillverkare. De har tidigare specialiserat sig på att bygga militära flygplan men har sedan 2009 även börjat planera en civil industri.

## Flygplan och historia

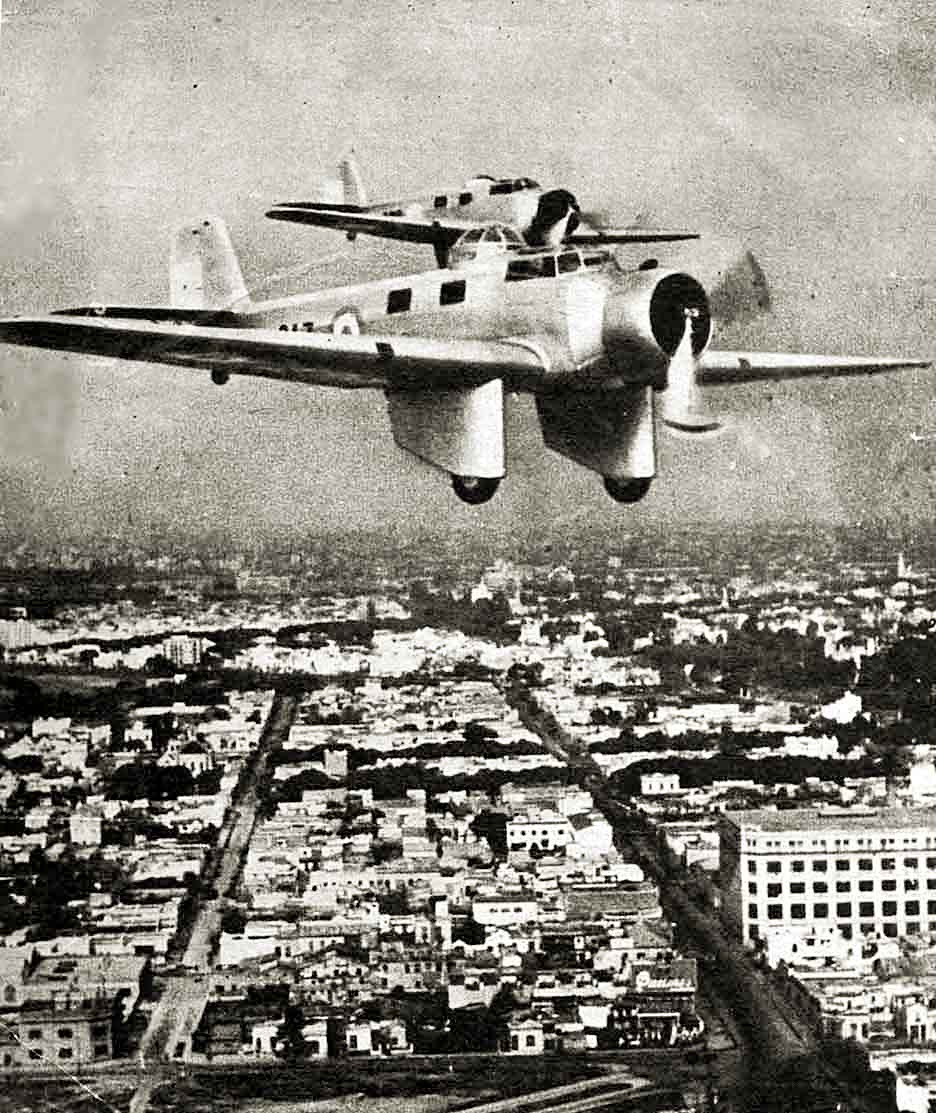
Aé.M.B.2 Bombi

Företaget, som från början var känt som Instituto Aerotécnico, men kanske mest känt som Fábrica Militar de Aviones, FMA, har tillverkat flygplan sedan det grundades 1927. Deras första flygplan var den licensbyggda Avro 504K "Gosport", ett skolflygplan som producerades 1928.
År 1930 fick de licens på 35 Dewoitine D.21, ett jaktflygplan som byggdes åt det argentinska flygvapnet. Dewoitine D.21 kom att bli företagets första stridsflygplan. Året efter tillverkade de sitt första egna flygplan kallat AeC.1, en prototyp till ett civilt turistflygplan. AeC.1 följdes av  produktionsvarianten AeC.2 som dock bara byggdes i två exemplar.
År 1932 tillverkades det första egna militära flygplanet kallad AeME.1, ett skolflygplan för det argentinska flygvapnet. AeME.1 kom att byggas i flera olika varianter, allt  från flygambulans till turistflygplan.
Företagets första egna stridsflygplan  var de lätta bombflygplanen FMA Aé.M.B.1 och Aé.M.B.2 Bombi som flög första gången 1935. De var inte speciellt moderna, men var en bra start för ett företag som tidigare bara hade konstruerat skolflygplan. Det var också  ett bra spanings- och patrullflygplan.

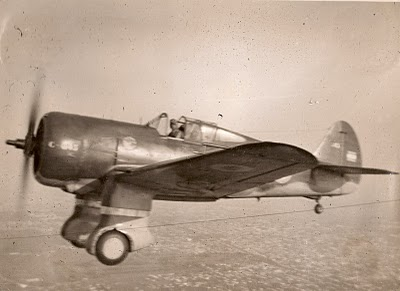
FMA Hawk 75O

Företaget tog sitt första riktiga steg in i den moderna stridsflygplansvärlden 1940 då de licensproducerade 200 Hawk 75O-flygplan. Efter detta gick allt snabbt framåt och FMA försökte följa med i den snabba utländska utvecklingen under andra världskriget.

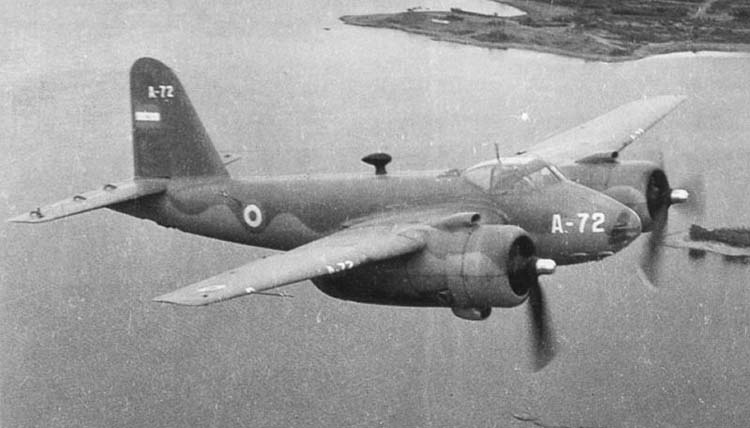
I.Ae.24 Calquin

Under slutet av kriget konstruerade FMA sitt andra stridsflygplan, ett två-motorigt attackflygplan inspirerat av de Haviland Mosquito som fick namnet I.Ae.24 Calquin. Calquin, som betyder kungsörn på Mapudungun, flög för första gången 1946. Beväpningen var ganska föråldrad för ett attackflygplan 1946. Konstruktörerna hade försökt kopiera beväpningen på de Haviland Mosquito, som bestod av fyra 7,7 mm Browning kulsprutor och fyra 20 mm Hispano automatkanoner, tillsammans med bomber och raketer. Då Argentina  inte hade tillgång till några 20 mm automatkanoner fick de ersättas av tunga 12,7 mm kulsprutor av typ Argentine. Flygplanet var bara utrustat med bomber i början då man inte hade tillgång till raketer. Senare fick man tag på 20 mm Hispano kanoner och raketer och kunde uppgradera alla gamla Calquin med dessa i fält.
Omkring år 1947 kom Émile Dewotine, grundare av den franska flygplanstillverkaren Dewoitine, till Argentina och fick anställning som flygplanskonstruktör hos FMA. Dewoitine  hade producerat flera avancerade stridsflygplan under mellankrigstiden fram till andra världskriget. Han konstruerade ett enmotorigt stridsflygplan, som skulle varit modernt 1940 men helt utklassat om det hade byggts 1947. Det fick namnet I.Ae.26 D - 600 och skulle antingen haft en Merlin III motor på 1030 hk eller en DB 601 motor på 1100 hk. Vingspannet skulle ha varit 10,20 m, längden 8,90 m och vingytan 15,92 m². Tomvikten skulle varit 2090 Kg och totalvikten 2740 Kg. Maxhastigheten på  560 Km/h var i klass med dåtidens skolflygplan. Topphöjden beräknades till 10000 m och den maximala räckvidden skulle ha varit runt 1400 km. Planet skulle ha en 20  mm HS-404 i motorn och fyra 7,5  mm MAC model 1934.

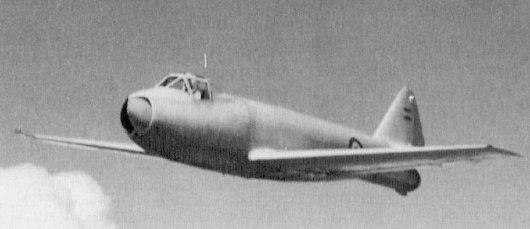
I.Ae.27 Pulqui I

De argentinska konstruktörerna hade också börjat arbeta på ett modernt jetplan med namnet I.Ae.27 Pulqui D - 700. Pulqui, som betyder pil på Mapudungun, var ett för sin tid  relativt modernt flygplan och Émile Dewoitine flyttade över till Pulquiprojektet. Pulqui flög för första gången 1947, som första sydamerikanska jetplan. Det nådde en hastighet av 720 km/h, vilket var i klass med de flesta toppmoderna propellerflygplan i världen, men projektet stoppades när man inte nådde den planerade hastigheten på 850 km/h. Planet skulle ha varit beväpnat med 4 stycken 20 mm automatkanoner. 

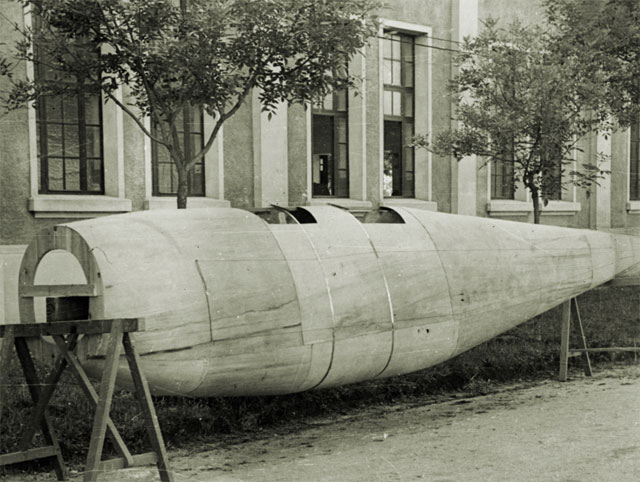
Den ofärdiga atrappen av Calquin II

Ungefär samtidigt som man började arbeta på I.Ae.27 Pulqui började man att arbeta på en uppföljare till I.Ae.24 Calquin, kallad I.Ae.28 Calquin II. Den skulle ha en mer aerodynamisk kropp och Merlin III-motorer. På ett av de få överlevande konceptbilderna är planet beväpnat med fyra nosmonterade automatkanoner. Calquin II kom inte längre än till en halvfärdig träatrapp, men projektet utvecklades senare till ett mer avancerat flygplan.

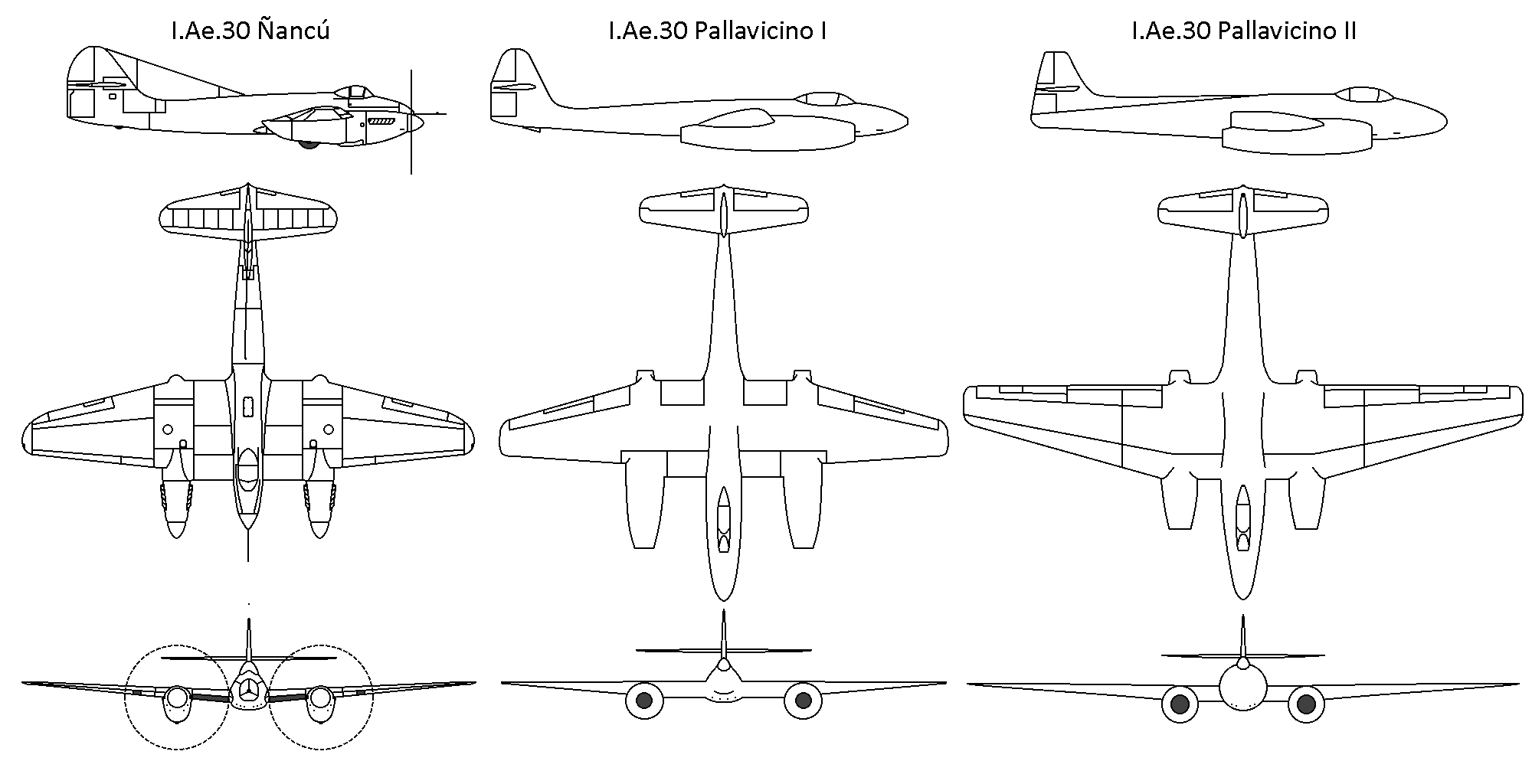
De olika versionerna av Ñancú

Calquin II utvecklades till I.Ae.30 Ñancú, som  betyder Örnunge på Mapudungun. Ñancú var liksom Calquin inspirerat av ett tvåmotorigt de Haviland-flygplan, denna gången de Haviland Hornet. Ñancú ansågs vara extremt bra för sin tid med god manövrerbarhet och stigförmåga. Dess maxhastighet var 740 km/h vilket var bättre än Pulqui I. Beväpningen skulle ha varit hela 6 stycken 20 mm automatkanoner, som alla satt under buken och precis som sin föregångare Calquin skulle planet  kunna bära bomber och raketer. Prototypen beväpnades aldrig utan  projektet avslutades då flygvapnet bara ville ha jetplan. För att rädda projektet föreslog en av de ledande flygplanskonstruktörerna vid namn Cesare Pallavicino att konvertera Ñancú till ett jetplan. Merlinmotorerna skulle bytas ut mot jetmotorer och antalet kanoner skulle minskas till fyra och placeras i nosen. Modellen brukar kallas IAe.30 Pallavicino I. Cesare Pallavicino konstruerade också  en variant som brukar kallas IAe.30 Pallavicino II, ett bombplan med sluttande vingar utan automatkanonbeväpning. Trots förslagen skrotades Ñancúprojektet.
Efter misslyckandet med I.Ae.27 Pulqui konstruerade man ett nytt jetplan med liknande specifikationer kallat I.Ae.29 D - 720. Till skillnad från Pulqui I så hade I.Ae.29 luftintagen på sidan om en spetsig nos, som man hoppades skulle ge bättre fart. I nosen satt fyra 20 mm automatkanoner. Projektet  skrotades då den ökända flygplanskonstruktör Kurt Tank kom till FMA 1948. Han hade varit en ledande konstruktör av jetplan i Nazityskland under andra världskriget och föreslog en ny design med sluttande vingar.

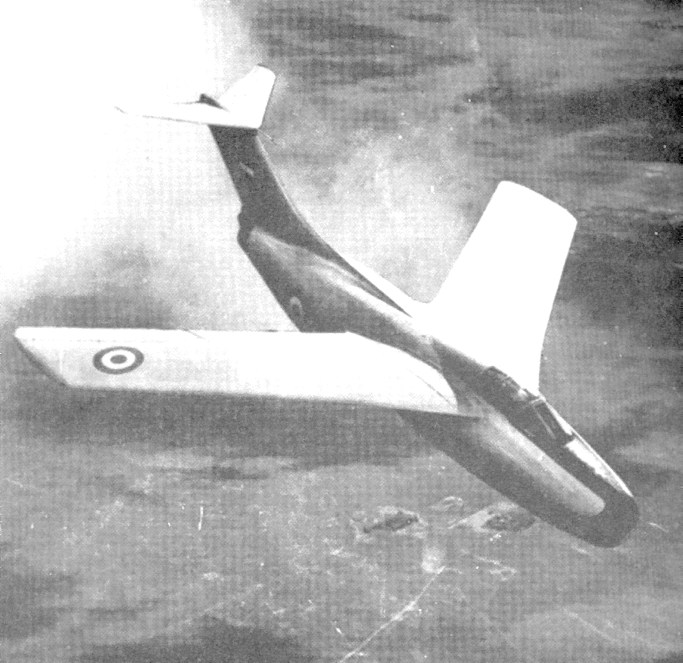
I.Ae.33 Pulqui II

Det första utkastet till det nya flygplanet kallades I.Ae.27A Pulqui II och var av namnet att döma en starkt vidareutvecklad I.Ae.27 Pulqui I. Vingarna och alla roderytor sluttade bakåt. Luftintaget i nosen var runt som på moderna jetplan som F-86 Sabre, Mig-15 och J-29 Tunnan. Projektet fortsatte med Kurt Tank som ledande konstruktör. Flygplanet bytte namn till I.Ae.33 Pulqui II. Under slutet av 1940-talet kom även Reimar Horten till FMA. Han var liksom Kurt Tank en före detta ledande flygplanskonstruktör i Nazityskland. Horten var specialiserad på att bygga "flygande vingar", ett flygplan med deltavinge som inte har några roder. Reimar hade tillsammans med sin bror Walter konstruerat en toppmodern jetdriven flygande vinge åt Hitler under andra världskriget som hette Horten Ho 229. Det var troligen det mest avancerade flygplanet för sin tid då det hade radaravstötande form och var gjort i plywood. Reimar Horten konstruerande ett flygplan liknande Ho 229 fast med roder, ett per vinge, som skulle tävla mot Kurt Tanks koncept under samma namn, dock ofta kallad I.Ae.33 Pulqui II Horten. Kurt Tanks koncept vann tävlingen och Pulqui II flög första gången 1950. Det var många problem under utvecklingen och det argentinska flygvapnet skaffade Gloster Meteor-flygplan från britterna. Till slut skrotades det försenade projektet, men några av  prototyperna gjorde officiell tjänst under en kortare tid.
Efter Pulqui II konstruerades flera olika stridsflygplan men många av dem kom inte förbi atrapp-stadiet och de  prototyper som byggdes flög aldrig för egen motor. Reimar Horten drog sig tillbaka från flygindustrin efter ett tag och Kurt Tank flyttade till Indien där han utvecklade landets första militära jetflygplan kallad HF-24 Marut som byggde på FMA projektet I.Ae.40, senare I.Ae.43 Pulqui III.

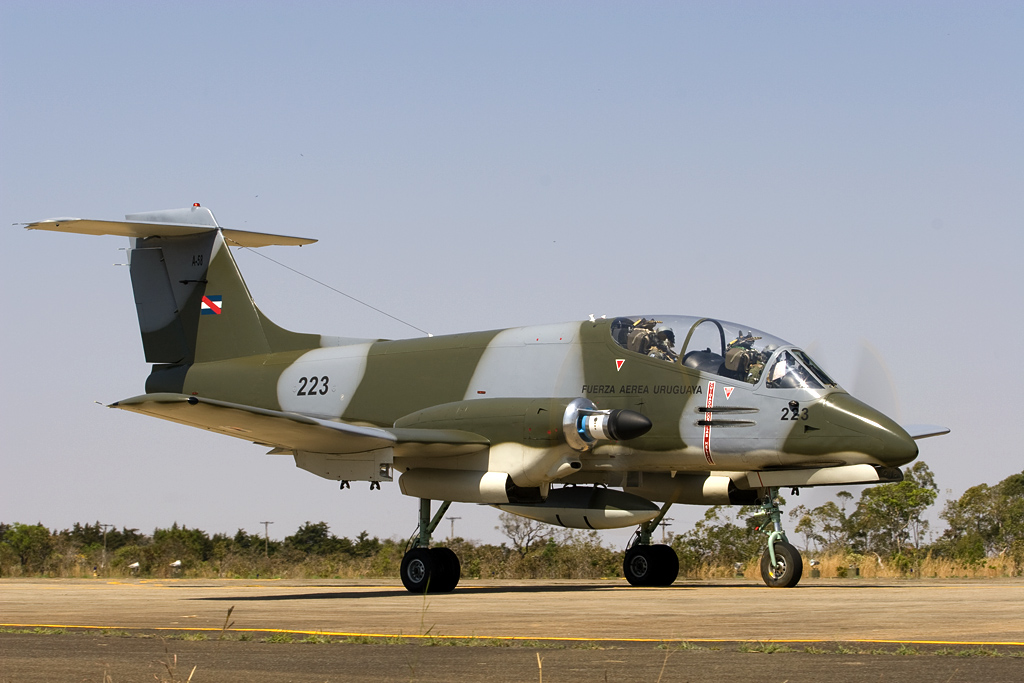
IA-58 Pucará.

FMA lämnade jaktflygplansmarknaden och utvecklade ett lätt antiterrorist- och attackflygplan kallat IA-58 Pucará. Det hade turbopropmotorer och var beväpnat med två 20 mm automatkanoner, fyra 7,62 mm kulsprutor, raketer, bomber och robotar. Prototypen flög först 1969 under namner AX-02 Delfin. En annan prototyp nämnd AX-04 kunde bära en torped. Flygplanet kom i tjänst 1975 som IA-58A Pucará som betyder fort på Quechua. IA-58A följdes av IA-58B Pucará Bravo där 20 mm automatkanonerna var utbytta mot två  30 mm DEFA automatkanoner. De följdes av C- och D-varianterna med ny cockpit och motorer. Den sista versionen, IA-66, flög 1980.
1995 köptes företaget upp av Lockheed Martin i samband med ett kontrakt när Argentinas McDonnell Douglas A4M Skyhawks skulle uppgraderas. Det döptes om till Lockheed Martin Aircraft Argentina (LMAASA) och drevs av  Lockheed Martin till 2009 när det togs över av den argentinska staten. År 2010 bytte företaget namn till Fábrica Argentina de Aviones (FAdeA).